# Ewa Majewska
Ewa Alicja Majewska (Varšava, 21. srpnja 1978.) poljska je filozofkinja, politička aktivistkinja, feministkinja i pisac. Tijekom 1990-ih i 2000-ih bila je uključena u anarhističke, ekološke i ženske društvene pokrete, kao i pokrete protiv državnih granica. Trenutačno je suradnica Instituta za kulturna istraživanja u Berlinu.

## Životopis
Majewska je studirala na Filozofskom fakultetu Sveučilišta u Varšavi. Obranila je doktorat o filozofskim konceptima obitelji na Sveučilištu u Varšavi 2007. Predavala je studije roda na Institutu za primijenjene društvene znanosti Sveučilišta u Varšavi (2003. – 2014.).
U zimskom semestru 2009./2010. bila je dio istraživačke grupe pod vodstvom Beatris Bejn na Sveučilištu Berkeley u Kaliforniji. 
Godine 2010. sudjelovala je u projektu GeXcel na Sveučilištu Orebro u Švedskoj, u okviru kojeg je razvijala feminističku kritiku neoliberalizma nadahnutu klasičnim i suvremenim konceptima ljubavi. Živi u Varšavi i predaje studije roda. Predavala je i držala pozicije na Jagielonskom sveučilištu u Krakowu, Institutu za istraživanja čovjeka u Beču, kao i Institutu za kulturu istraživanja u Berlinu.
Objavila je četiri knjige na poljskom jeziku i uredila četiri zbornika. Objavila je i preko 50 članaka i eseja na engleskom, njemačkom, francuskom, ukrajinskom i poljskom jeziku u časopisima kao što su "Signs. Journal for Women in Culture and Society", "Springerin", "e-flux", "Third Text", "Journal of Utopian Studies" i "Jacobin". Njezino sadašnje istraživanje posvećeno je Hegelovoj filozofiji, feminističkoj kritičkoj teoriji i kulturama antifašizma. Njezina sljedeća knjiga, "Feministički antifašizam", bit će objavljena za uglednog izdavača VERSO, u 2021. godini.

## Aktivistički i zagovarački rad
Volontirala je za poljsku Indymediju i radila u ženskom odjelu Odbora za pomoć i obranu potlačenih radnica. Također je autorica izvještaja o nasilju nad ženama u obitelji i intimnim odnosima za poljski ogranak Amnesty International (2005.). Trenutačno je aktivna u udruzi "Prema djevojkama" i inicijativi za slobodu u kulturi Indeks 73. Do 2014. članica je Sporazuma o ženama od 8. ožujka.

## Politički rad
Godine 2015. pridružila se stranci Lewica Razem (Lijevo zajedno). Na parlamentarnim izborima iste godine kandidirala se za Sejm u varšavskom okrugu s 26. mjesta na Totalnoj listi. U sklopu stranke sudjelovala je u radu statutarnog povjerenstva, a također je bila i suosničavica programa "Zajedno za kulturu". U svibnju 2016. izabrana je u nacionalni revizijski odbor stranke, a u lipnju 2017. u nacionalno vijeće. Od 2018. nije članica stranke.

## Teorijski rad
Njezin je filozofski rad utemeljen na Frankfurtskoj školi, teoriji Gillesa Deleuzea i socijalističkom feminizmu. Teme kojima se bavi su rod, obitelj, granice, migracije i mediji, a često piše i o pitanjima slobode i moći.

## Izabrana bibliografija
Knjige
- Art as a guise? Censorship and other paradoxes of politicizing culture. Krakow: Ha!art corporation, 2013., ISBN 978-83-64057-30-4.
- Feminism as a social philosophy. Sketches from family theory. Warsaw: Difin, 2009., ISBN 978-83-7641-091-3.
- Ewa Majewska, Jan Sowa (ed.): Zniewolony umysł 2. Krakow: korporacja ha!art, 2007., ISBN 83-89911-61-2.
- Martin Kaltwasser, Ewa Majewska, Kuba Szreder (ed.): Futurism of industrial cities. Kraków: korporacja ha!art, 2007., ISBN 978-83-89911-70-4.
- E. Majewska, E. Rutkowska, Equal School, House of Polish-German Cooperation, Gliwice, 2007.
- A. Wolosik, E. Majewska, Sexual harassment Stupid fun or serious matter, Diffin Publishing House, Warsaw, 2011.

Članci
- Anti-fascist Cultures, Institutions of the Common, and Weak Resistance in Poland, in: Third Text, 33/2019.: https://www.tandfonline.com/doi/abs/10.1080/09528822.2019.1626140
- Praktyka Teoretyczna on Weak Resistance (2/2019.): http://www.praktykateoretyczna.pl/numery/2019-2/pt-232-2019/  Arhivirana inačica izvorne stranice od 31. siječnja 2020. (Wayback Machine)
- On Feminism: https://www.e-flux.com/journal/92/206022/feminism-will-not-be-televised/
- On Ophelic Counterpublics: http://www.zorkawollny.net/OFELIE/index.php/ewa-majewska/